# شهرستان دبیوسکی
شهرستان دبیوسکی (به لاتین: Debyossky District) یک شهرستان در روسیه است که در اودمورتیا واقع شده‌است.